# FC Remscheid
Maillots
Dernière mise à jour : 23 mars 2011.
Le FC Remscheid est un club allemand de football localisé à Remscheid en Rhénanie du Nord-Westphalie.
Ce club est issu d’une fusion, survenue en 1990, entre deux clubs de l'entité : le BVL 08 Remscheid et le VfB 06/08 Remscheid.

## Histoire

### VfB 06/08 Remscheid

ancien logo du VfB Marathon Remscheid vers 1945

Les racines du club remonte à 1906 et à la fondation du Remscheider FC 1906. Ce club fut dissous en 1914.
En 1917, le cercle fut reconstitué sous l’appellation VfB 06 Remscheid. Pendant la Seconde Guerre mondiale, il fusionna avec le VfL Marathon 1928 Remscheid (créé en 1928). Ce club avait évolué jusqu’en 1937, sous le nom de SV Edelstahlwerke Remscheid, comme club corporatif, de l’usine "Deutschen Edelstahlwerke". En 1944, le nom du club fusionné fut VfB Marathon 06 Remscheid.
En 1945, le club fut dissous par les Alliés, comme tous les clubs et associations allemands (voir Directive n°23). Il fut rapidement reconstitué sous la dénomination VfB Marathon Remscheid.
En 1949, le club fut retenu pour prendre part à la 2. Liga West, une ligue créée directement sous l’Oberliga West, à cette époque une des cinq séries de la plus haute division du football allemand
En 1954, deux après que la 2. Liga West avait été ramenée à un seul groupe, le VfB Marathon Remscheid descendit en Amatteurliga Niederrhein. Le club manqua de peu la remontée directe la saison suivante, ensuite, il recula dans le classement resta dans les séries inférieures.
En 1968, le club se qualifia pour le Championnat d’Allemagne Amateur et le remporta.

ancien logo du VfB 06/08 Remscheid

En 1971, le club fusionna avec leBV 08 Remscheid pour former VfB 06/08 Remscheid. Le club termina trois de suite vice-champion de la Amatteurliga Niederrhein et échoua de peu à monter en Regionalliga West, à cette époque la Division 2 ouest-allemande.
En 1978, la Westdeutscher Fußball-und Leichtathletikverband (WFLV) remplaça les différentes séries de 1. Amateurliga par deux ligues située 3e niveau de la pyramide du football allemand: l’Oberliga Nordrhein et l’Oberliga Westfalen. Le VfB 06/08 fut retenu comme membre fondateur de l’Oberliga Nordrhein.
Le club joua deux saisons dans cette ligue puis fut relégué alors que son rival local du BV 08 Lüttringhausen terminait 3e de cette même série.
En 1986, le VfB 06/08 remonta en Oberliga Nordrhein. Il s’y classa 6e la saison suivante, alors que le BV 08 renommé depuis 1984 en BVL 08 Remscheid (voir-dessous) remporta le titre et monta en 2. Bundesliga.
Les deux clubs évoluèrent deux saisons de suite dans la même série puis en 1990, le VfB 06/08 termina en position de relégué. La cohabitation de deux clubs devint trop lourde pour la localité de Remscheid.
Le 1er juin 1990, la section football du VfB 06/08 Remscheid fusionna avec son voisin et rival du BVL 08 Reimscheid pour former le FC Remscheid. Des membres en désaccord avec cette fusion créèrent alors le VfB Marathon Remscheid 1990. Le VfB 06/08 Remscheid existe toujours avec d’autres disciplines dont principalement le Rink Hockey.

### BVL 08 Reimscheid

ancien logo du BV 08 Lüttringhausen

Ce fut le 25 octobre 1908 que fut fondé le BV 08 Lüttringhausen dans la commune à cette époque encore indépendante de Lüttringhausen.
Le 2 mars 1912, le club devint membre de la Westdeutschen Spielverband, ancêtre de l’actuelle "WFLV". À cause du déclenchement de la Première Guerre mondiale, les compétitions furent arrêtées.
En 1917, les activités sportives reprirent lentement. À la date du 7 septembre 1919, le BV 08 Lüttringhausen comptait 200 membres et alignait 7 équipes différentes.
Lors de la saison 1930-1931, le club monta, après une impressionnante série de victoires, dans la Sonderliga, à cette époque la plus haute ligue régionale de la Westdeutschen Verband.
Pendant la Seconde Guerre mondiale, privé de nombreux membres, le club redescendit en Kreisklasse.
Le club joua alors longtemps de manière relativement anonyme dans les ligues amateurs de Rhénanie du Nord-Westphalie.
À partir de la fin des années 1970, tandis que son rival local du VfB Marathon Remscheid commençait à reculer dans la hiérarchie, le BV 08 Lüttringhausen devint le premier club de l’entité.
En 1979, le BV 08 Lüttringhausen accéda à l’l’Oberliga Nordrhein.
Lors de la DFB-Pokal 1979-1980, le club atteignit le 3e tour après avoir éliminé le SpVgg Erkenschwick et le Westfalia Herne.
Au terme de la saison 1981-1982, le BV 08 Lüttringhausen fut champion de l’Oberliga Nordrhein et monta en 2. Bundesliga.

ancien logo du BVL 08 Remscheid

Le club joua deux saisons au 2e niveau de la hiérarchie allemande puis redescendit. Le 9 août 1984, le club changea son appellation et devint le BVL 08 Remscheid.
En 1986, le club fut vice-champion en Oberliga et participa au Championnat d’Allemagne Amateur qu’il remporta. La saison suivante, il remporta une nouvelle fois l’Oberliga Nordrhein et termina premier de son groupe du tour final pour remonter en 2. Bundesliga. La même saison, le club avait éliminé le 1. FC Kaiserslautern au premier tour de la DFB-Pokal avant d’être éliminé au tour suivant, après un match d’appui passionnant contre le Hannover SV 96. Lors de cette partie, Hermann Wulfmeier du BVL 08 inscrivit un but qui fut par la suite élu « But du Mois » (Tor des Monats) par les téléspectateurs de l’émission "Sportschau" de la ARD..
À la fin du championnat 1987-1988, le club ne parvint pas à assurer son maintien en 2. Bundesliga. Il redescendit en Oberliga.
Pendant deux saisons, le BVL 08 Remscheid  et son voisin du VfB 06/08 Remscheid jouèrent en Oberliga. Puis, le 1er juin 1990, ils fusionnèrent pour former le FC Remscheid.

### FC Remscheid
Dans un premier temps, la fusion fonctionna bien puisque le club s’empara du titre d’Oberliga Nordrhein dès 1991.
La saison suivante dans une 2. Bundesliga passée à 24 équipes à la suite de l’arrivée de formations de l’ex-RDA, le FC Remscheid fut contraint de jouer le tour pour le maintien dans Groupe Nord mais réussit.
En 1992-1993, la 2. Bundesliga fut jouée selon un schéma traditionnel. 23e sur 24, le FC Remscheid redescendit. Une saison plus tard, le club termina à la huitième place en Oberliga. Cela lui permit d’y rester mais la ligue devenait alors le 4e niveau à la suite de l'instauration des Regionalligen, un étage au-dessus.
Le cercle termina deux fois de suite vice-champion. La deuxième fois, cela lui permit de monter en Regionalliga West-Südwest. Il y resta jusqu’en 1999 puis fut relégué.
Deux ans plus, le club, en difficultés financières, glissa en Verbandsliga Niederrhein, soit au 5e niveau de la hiérarchie. La chute se poursuivit en 2003 avec une nouvelle relégation vers la Landesliga Niederrhein (niveau 6).
En 2008, la Landesliga Niederrhein recula au 7e rang à la suite de la création de la 3. Liga,en tant que Division 3. Champion en fin de saison, le FC Remscheid monta en Niederrhein Liga, mais ne put s’y maintenir.
En 2010-2011, le FC Remscheid évolue en Landesliga Niederrhein, soit au 7e niveau de la hiérarchie de la DFB.

## Palmarès
- Champion d'Allemagne Amateur : 1968 (VfB Marathon Remscheid)
- Champion d'Allemagne Amateur : 1986 (BVL 08 Remscheid)
- Champion de la Verbandsliga Niederrhein: 1974.
- Champion de l’Oberliga Nordrhein (III): 1982, 1987, 1991.
- Vice-champion de l’Oberliga Nordrhein (III): 1986.
- Vice-champion de l’Oberliga Nordrhein (IV): 1995, 1996.
- Champion de la Landesliga Niederrhein: 1974
- Vainqueur de la Niederrhein Pokal: 1990, 1991, 1994.

## Stades
- Stadion Reinshagen: stade du VfB 06/08 Remscheid. Depuis 1990, le VfB Marathon 1990 Remscheid y évolue.
- Röntgen-Stadion: stade BVL 08 Remscheid, modernisé pour la 2. Bundesliga, il est le stade actuel du FC Remscheid.
- Jahnplatz: employé précédemment par le BV08 Lüttringhausen, il est actuellement occupé, entre autres, par l’équipe Réserves et les équipes d’âge du FC Remscheid.